# داني واتس
داني واتس (و. 1986  م) هو لاعب كرة سلة من الولايات المتحدة، وساحل العاج، ولد في كانزاس سيتي، ميزوري، مركز لعبه هو لاعب هجوم قوي الجسم.

## روابط خارجية
- داني واتس على موقع الدوري الأوروبي لكرة السلة (الإنجليزية)
- داني واتس على موقع الدوري الإسباني لكرة السلة (الإسبانية)
- داني واتس على موقع كرة السلة الأوروبية.كوم (الإنجليزية)
- داني واتس على موقع كلية كرة السلة في سبورتس رفرنس.كوم (الإنجليزية)
- داني واتس على موقع ريلجم (الإنجليزية)
- داني واتس على موقع بروبوليرز (الإنجليزية)
- داني واتس على موقع سبورتس رفرنس (الإنجليزية)